# Wieselburg-Land
Wieselburg-Land è un comune austriaco di 3 297 abitanti nel distretto di Scheibbs, in Bassa Austria. È stato istituito nel 1967 con la fusione dei comuni soppressi di Gumprechtsfelden, Marbach an der Kleinen Erlauf, Mühling, Wechling e Weinzierl; capoluogo comunale è Weinzierl. Copre un'area di 33,94 km².